# ECH1
ECH1 (англ. Enoyl-CoA hydratase 1) – білок, який кодується однойменним геном, розташованим у людей на короткому плечі 19-ї хромосоми.  Довжина поліпептидного ланцюга білка становить 328 амінокислот, а молекулярна маса — 35 816.
| 10         |  | 20         |  | 30         |  | 40         |  | 50         |
| ---------- |  | ---------- |  | ---------- |  | ---------- |  | ---------- |
| MAAGIVASRR |  | LRDLLTRRLT |  | GSNYPGLSIS |  | LRLTGSSAQE |  | EASGVALGEA |
| PDHSYESLRV |  | TSAQKHVLHV |  | QLNRPNKRNA |  | MNKVFWREMV |  | ECFNKISRDA |
| DCRAVVISGA |  | GKMFTAGIDL |  | MDMASDILQP |  | KGDDVARISW |  | YLRDIITRYQ |
| ETFNVIERCP |  | KPVIAAVHGG |  | CIGGGVDLVT |  | ACDIRYCAQD |  | AFFQVKEVDV |
| GLAADVGTLQ |  | RLPKVIGNQS |  | LVNELAFTAR |  | KMMADEALGS |  | GLVSRVFPDK |
| EVMLDAALAL |  | AAEISSKSPV |  | AVQSTKVNLL |  | YSRDHSVAES |  | LNYVASWNMS |
| MLQTQDLVKS |  | VQATTENKEL |  | KTVTFSKL   |  |            |  |            |

A: Аланін

C: Цистеїн

D: Аспарагінова кислота

E: Глутамінова кислота

F: Фенілаланін

G: Гліцин

H: Гістидин

I: Ізолейцин

K: Лізин

L: Лейцин

M: Метіонін

N: Аспарагін

P: Пролін

Q: Глутамін

R: Аргінін

S: Серин

T: Треонін

V: Валін

W: Триптофан

Кодований геном білок за функцією належить до ізомераз. 
Задіяний у таких біологічних процесах як метаболізм жирних кислот, метаболізм ліпідів. 
Локалізований у мітохондрії, пероксисомах.